# Asma Sagad
Bakaffa (äthiop. በካፋ, Thronname Asma Sagad አድባር ሰገድ, später Masih Sagad መሲህ ሰገድ) war vom 21. Mai 1721 bis September 1730 Negus Negest (Kaiser) von Äthiopien sowie ein Mitglied der Solomonischen Dynastie. Er war ein Sohn des Kaisers Jesus I. und Bruder von Tekle Haymanot I. und David III.
Bakaffa verbrachte seine Kindheit in Gefangenschaft auf Wehni. Während früher Unruhen floh er jedoch und lebte bei den Oromo. Als er wieder eingefangen wurde, ließ man einen Teil seiner Nase abschneiden, um ihn untauglich für den Thron zu machen. Dennoch wurde er nach dem Tod seines Bruders, David III., dessen Nachfolger – gegen den Wunsch einer beträchtlichen Gruppe, die Walda Giyorgis, den Sohn von Nagala Mammit, unterstützte.
Seine Herrschaft verlief größtenteils friedlich und er bemühte sich das Wirtschaftswachstum anzuregen. Dennoch glaubt Paul B. Henze, dass sein wertvollster Beitrag zur Hauptstadt und seinem Land in seiner Frau, Mentewab („Wie bewundernswert!“), auch Mentuab, bestand.
Ungewöhnlich für jene Zeit, gab es unter Bakaffa kaum Kriege und die Wirtschaft florierte. Er reiste verkleidet im gesamten Reich umher, um Ungerechtigkeiten zu beheben. Diese Taten sind laut Edward Ullendorff schon seit langem ein Teil der äthiopischen Folklore. Man nimmt an, dass er seine zweite Frau, Kaiserin Mentewab, auf einer seiner häufigen maskierten Reisen kennenlernte. Als er ihr Haus im Distrikt Qwara besuchte, erkrankte er. Man brachte ihn ins Bett im Haus ihres Vaters und sie pflegte ihn während seiner Krankheit. Als er genesen war, heiratete er sie.
Eine tragische geheimnisvolle Geschichte ist der Tod seiner ersten Frau. Der Kaiser hatte sie soeben in seinem Palast gekrönt, und sie war in den Bankettsaal gewechselt, um dem Festessen anlässlich ihrer Krönung beizuwohnen. Nach dem Mahl wurde ihr plötzlich übel und sie starb noch in derselben Nacht. Es wurde weit und breit von Vergiftung gemunkelt. Mentewab gelangte als neue Kaiserin nach Gonder an einen misstrauischen Hof voll von Intrigen und Gefahren. Es ist äußerst bemerkenswert, dass es ihr in dieser Umgebung gelang, sich ihren Weg an die Macht zu bahnen; ganz abgesehen von der einflussreichen Rolle, die sie nach dem Tod ihres Ehemannes einnahm.
Die Regierungszeit Bakaffas war jedoch nicht völlig sorgenfrei. Er fürchtete sich vor Aufständen, und so prüfte er die Gesinnung seiner Untertanen, indem er sich viele Tage lang in seinem Palast versteckte. Dies beunruhigte die Adligen und das Volk. Der Gouverneur der Stadt ließ eine Garde rings um den kaiserlichen Palast auffahren, woraufhin der listige Herrscher auftauchte und zur Kirche Debre Berhan ritt. Der bedauernswerte Gouverneur und einige seiner Gefährten wurden am folgenden Tag hingerichtet. Richard Pankhurst stellt dazu fest, dass das Volk diese Abneigung teilte. Er zitiert James Bruce, wonach zu jener Zeit, als Gerüchte über den Tod Bakaffas die Runde machten, die Freude so groß und allgegenwärtig war, dass niemand versuchte, sie zu verbergen:
„Es gab keine Gelegenheit die Schuldigen anzuklagen. Der gesamte Hof und alle Fremden, die sich dort in Geschäftsangelegenheiten befanden, flohen und verbreiteten in allen Straßen Gonders Angst und Schrecken. [...] Es ist schwer zu mutmaßen, wie dieser Aufruhr sich fortgesetzt hätte, hätte der König nicht augenblicklich eine allgemeine Begnadigung und Amnestie an der Palasttür verkünden lassen.“
Ungeachtet dieser Milde soll Bakaffa später bemerkt haben, dass er die Bewohner von Gonder liebte, obwohl diese ihm mit Hass gegenübertraten.
Ein Wunderding seiner Herrschaft, das in den Königlichen Chroniken festgehalten ist, war 1726 der Bau eines neuartigen Boots auf dem Tanasee durch zwei Ausländer aus Ägypten, Demetros und Giyorgis, das im Gegensatz zu den traditionellen Booten nicht aus Schilf bestand.